# Episodi di Ma che ti passa per la testa? (seconda stagione)
La seconda stagione della serie televisiva Ma che ti passa per la testa? è stata trasmessa in anteprima negli Stati Uniti d'America dalla Fox tra il 13 settembre 1992 e il 9 maggio 1993.
| nº | Titolo originale                       | Titolo italiano | Prima TV USA      | Prima TV Italia |
| -- | -------------------------------------- | --------------- | ----------------- | --------------- |
| 1  | Stop Me Before I Help Again            |                 | 13 settembre 1992 |                 |
| 2  | Sperm 'n' Herman                       |                 | 20 settembre 1992 |                 |
| 3  | Herman's Heddy                         |                 | 27 settembre 1992 |                 |
| 4  | Intern-al Affairs                      |                 | 4 ottobre 1992    |                 |
| 5  | Brackenhooker                          |                 | 18 ottobre 1992   |                 |
| 6  | The Waterton-gate Break-In             |                 | 25 ottobre 1992   |                 |
| 7  | Untitled Girlfriend Project            |                 | 1º novembre 1992  |                 |
| 8  | The 'C' Word                           |                 | 3 novembre 1992   |                 |
| 9  | Friends and Lovers                     |                 | 8 novembre 1992   |                 |
| 10 | Subterranean Homesick Blues            |                 | 15 novembre 1992  |                 |
| 11 | The One Where They Go on the Love Boat |                 | 22 novembre 1992  |                 |
| 12 | Feardom of Speech                      |                 | 13 dicembre 1992  |                 |
| 13 | A Charlie Brown Fitzer                 |                 | 20 dicembre 1992  |                 |
| 14 | All's Affair in Love                   |                 | 3 gennaio 1993    |                 |
| 15 | Open All Night                         |                 | 17 gennaio 1993   |                 |
| 16 | Gals-a-Poppin'                         |                 | 24 gennaio 1993   |                 |
| 17 | Anatomy of a Blind Date                |                 | 7 febbraio 1993   |                 |
| 18 | My Funny Valentine-Hermo               |                 | 14 febbraio 1993  |                 |
| 19 | God, Girls and Herman                  |                 | 28 febbraio 1993  |                 |
| 20 | Layla-The Unplugged Version            |                 | 14 marzo 1993     |                 |
| 21 | Cat's in the Cradle                    |                 | 28 marzo 1993     |                 |
| 22 | Fired in a Crowded Research Room       |                 | 11 aprile 1993    |                 |
| 23 | I Wanna Go Home                        |                 | 25 aprile 1993    |                 |
| 24 | Love Me Two-Timer                      |                 | 2 maggio 1993     |                 |
| 25 | Love and the Single Parent             |                 | 9 maggio 1993     |                 |